# Nguyễn Trinh Thi
Nguyễn Trinh Thi (sinh năm 1973) là một nhà làm phim, nhà làm phim tài liệu và nghệ sĩ video độc lập tại Hà Nội. Cô được biết đến với cách tiếp cận nhiều lớp, cá nhân và thơ mộng của cô đối với lịch sử và sự kiện hiện tại mang tính nội dung thông qua trải nghiệm với hình ảnh chuyển động. Hoạt động thực tế của cô của cô đã liên tục tìm hiểu vai trò của trí nhớ trong sự cần thiết của lịch sử ẩn, di dời, hoặc hiểu sai, thường tận dụng các nguyên liệu cảnh hoặc tiến hành mở rộng điều tra khảo sát thực địa. Lấy cảm hứng từ di sản của mình, các tác phẩm của cô rất mạnh mẽ và ám ảnh, và tập trung vào các vấn đề xã hội và văn hóa - đặc biệt là lịch sử phức tạp, đau thương của quê hương Việt Nam và hậu quả của nó trong hiện tại. Tài liệu của cô rất đa dạng - từ video và các bức ảnh được chụp bởi chính mình cho những người được lấy từ nhiều nguồn khác nhau bao gồm cả các bức ảnh báo chí, video công ty và các bộ phim kinh điển; thực hành của cô vượt qua ranh giới giữa phimvà video nghệ thuật, cài đặt và hiệu suất.

## Cuộc sống và Học vấn
Nguyễn Trinh Thi học báo chí, nhiếp ảnh, quan hệ quốc tế và phim dân tộc học tại Hoa Kỳ. Cô đã tốt nghiệp Cử nhân Văn chương tiếng Nga và tiếng Anh của trường Cao đẳng Ngoại ngữ Hà Nội. Năm 1994; cô bằng Thạc sĩ chuyên ngành Báo chí chuyên nghiệp, Đại học Iowa, Thành phố Iowa, năm 1999; và Thạc sĩ Quốc tế Thái Bình Dương, Đại học California, San Diego (UCSD), vào năm 2005.
Năm 2009, Nguyễn thành lập và chỉ đạo Hanoi DocLab, một trung tâm giáo dục và studio để sản xuất phim tài liệu và video nghệ thuật tại Hà Nội.

## Công việc

### Những lá thư Panduranga (2015)
Thông qua một mạng lưới các học giả Champa, Nguyễn đã trải qua một số giai đoạn cư trú ở Ninh Thuận từ năm 2013 đến 2015. Thư từ Panduranga mở rộng thử nghiệm giữa phim tài liệu và tiểu thuyết trong một bài luận miêu tả cộng đồng người Chăm sống ở lãnh thổ phía nam và cuối cùng còn sống sót của Champa, một vương quốc cổ đại có niên đại gần hai ngàn năm và được Đại Việt chinh phục (ngày nay là Việt Nam) vào năm 1832. Bộ phim luận văn, được tạo ra dưới hình thức trao đổi thư giữa hai nhà làm phim, được lấy cảm hứng từ thực tế là chính phủ Việt Nam xây dựng hai nhà máy điện hạt nhân đầu tiên của Việt Nam ở Ninh Thuận, ngay tại trung tâm tâm linh của người Chăm, đe dọa sự sống còn của nền văn hóa Hindu cổ đại này. Các cuộc thảo luận công khai về dự án đã phần lớn vắng mặt tại Việt Nam do sự kiểm soát chặt chẽ của chính phủ đối với các bài phát biểu và truyền thông công cộng, và các cộng đồng địa phương cũng đã bị loại khỏi các cuộc tham vấn. Bộ phim ám chỉ đến di sản của chiến tranh và thực dân; khám phá và phản ánh về cảnh quan và chân dung, tài liệu và viễn tưởng, nghệ thuật và dân tộc học như các phương pháp làm phim và nghệ thuật, và những hạn chế trong việc tiếp cận các nền văn hóa, dân tộc và kinh nghiệm khác cũng như lịch sử và quá khứ. Nguyễn Trinh Thi nói: "Là nghệ sĩ, chúng tôi có những ham muốn mâu thuẫn: tham gia, nhưng cũng biến mất." Trong số các tài liệu tham khảo khác là các sự kiện liên quan đến vụ đánh bom phá hoại của Hoa Kỳ trong Chiến tranh Việt Nam, hiện vật từ các triển lãm và bộ sưu tập nghệ thuật thuộc địa, vị trí thô tục của khách du lịch và các chính sách văn hóa của UNESCO, và trích dẫn từ một trong những ảnh hưởng chính của Nguyễn, Chris Marker, đáng chú ý là bộ phim của ông là bài luận Thư từ Siberia(1957), và Statues Also Die (1953), cả hai đều có tính nhấn mạnh và tiểu thuyết trong phê bình của họ về tác động của các phong trào công nghiệp và thuộc địa.

### Bài ca ra trận (2011–2012)
Nguyễn Trinh Thi tái chỉnh sửa bộ phim chiến tranh Việt Nam lịch sử, Bài Ca Ra Trận, được sản xuất lần đầu vào năm 1973 bởi Vietnam Film Film Studio. Cô chuyển thể loại cổ điển đen trắng mơ hồ thành một họa tiết làm suy yếu các yếu tố giai điệu và lãng mạn hóa của bộ phim truyền hình xã hội hiện thực.
Một bộ phim gốc Bắc Việt Nam, Bài ca ra trận là một câu chuyện tuyên truyền về lòng yêu nước, một thể loại điển hình của phong cách điện ảnh này nhằm tôn vinh cuộc đấu tranh anh hùng của lớp vô sản. Nguyễn sử dụng một hình thức hồi hộp chỉnh sửa giống như chủ của Hitchcock, nơi thành phần của ống kính, màu sắc và âm thanh tạo nên kịch tính cho câu chuyện. Trong bản chỉnh sửa của Nguyễn, người đàn ông trẻ tuổi mù quáng này được thể hiện như một con người với cảm xúc biến thành một cỗ máy chiến đấu. Một bầu trời đầy sao tràn vào và sau đó một loạt các loài chim bay. Đôi mắt của người đàn ông trẻ tuổi này có thể bị băng bó nhưng ký ức của anh ấy cho anh ta sức mạnh. Sau khi nhận được phẫu thuật cho vết thương chiến đấu của mình, người lính anh hùng này rất yếu với tầm nhìn kém, nhưng quyết tâm tiếp tục chiến đấu. Mảnh ghép kết thúc với âm thanh bắn đạn và niềm vui sướng điên cuồng của một chàng trai trẻ ở vòng loại như người đánh dấu để trở về phía trước với một khẩu súng trong tay.
Nguyễn extrapolates câu chuyện trung tâm của bộ phim thành một trừu tượng lăm phút, vết cắt nhảy của mình và sử dụng các khung hình vẫn đang cao với việc sử dụng của mình Stravinsky ‘s The Rite of Spring, đề cập đến nghi lễ trong pre-Christian Nga, nơi một cô gái trẻ nhảy múa đến chết - một tầm nhìn mà Stravinsky tuyên bố là để khởi xướng thần của mùa xuân. Đối với Nguyễn, những người lính trẻ này đã hiến mạng sống cho đất nước của họ là những người ngoại quốc hy sinh.

### Chùm tác phẩm: "Vô đề" (2010), "Làm gì đây" (2012) và "Dàn hơp xướng Solo" (2013)
Trong loạt bài này, Nguyễn khám phá các khả năng kết hợp cài đặt video với nghệ thuật trình diễn, và bảo tồn sự khác biệt của các cá nhân trong khi tạo ra một cảm giác về kinh nghiệm tập thể. Nguyễn làm việc trong một dự án phim dài hạn về vụ Nhân Văn - Giai Phẩm - phong trào văn học bị đàn áp của thập niên 1950 và là trường hợp duy nhất của sự bất đồng chính kiến rộng rãi từng xảy ra ở miền Bắc Việt Nam - và di sản bất đồng trong nghệ thuật Việt Nam năm thập kỷ qua. Theo chủ đề, cô tiếp tục nghiên cứu những vấn đề này và phản ánh về lịch sử và phát triển vai trò và vị trí của nghệ sĩ trong xã hội Việt Nam và các vấn đề liên quan đến các vấn đề của Việt Nam liên quan đến kiểm duyệt và tự do ngôn luận. Nguyễn đã mời 19 nghệ sĩ Hà Nội tạo nên chòm sao xã hộiNha San Studio phải đối mặt với máy ảnh, ăn một món đồ ăn mà họ chọn, và sau đó nêu tên của họ theo sau là món ăn họ vừa mới ăn. Cá nhân, đây là những tuyên bố phản ánh thực hành Maoist của tự phê bình, phiên thẩm vấn, nơi các nghệ sĩ trong câu hỏi phải giải thích dứt khoát ý nghĩa của công việc của mình. Nói chung, điệp khúc gợi lên một cuộc biểu tình yên tĩnh chống lại các phương pháp giám sát và đe dọa kéo dài vẫn còn phổ biến ở Việt Nam.

### Phong cảnh số 1 (2013)
Loạt cảnh quan của Nguyễn # 1(2013) thiền định về ý tưởng của cảnh quan "như là nhân chứng thầm lặng của lịch sử." Trong quá trình tìm kiếm ảnh, Nguyễn đã gặp hàng trăm hình ảnh những người không xác định trong cảnh quan ở cùng một vị trí: chỉ để chỉ ra một sự kiện trong quá khứ, địa điểm Trong những hình ảnh này, các hình ảnh đều ở tư thế tương tự, chỉ vào một thứ gì đó không nhìn thấy ở xa - một bộ phim, một sự biến mất, một tập bi kịch, một cái gì đó rõ ràng dường như đại diện cho quá khứ hoặc Cùng với những nhân chứng nặc danh này, được miêu tả trong sự thống nhất hấp dẫn của vô số nhiếp ảnh gia báo chí Việt Nam, dường như chỉ ra một hướng đi, một con đường phía trước trong quá khứ, một hành trình hư cấu.

### Ái nam ái nữ (2007)
Bộ phim tài liệu Ái nam ái nữ (2007) của Nguyễn đã khám phá cuộc sống của những người đồng tính nam ở Việt Nam và tập trung vào chủ đề phổ biến của sự đàn áp trong xã hội. Bộ phim miêu tả tổng thể Lưu Ngọc Đức, một trung tâm tinh thần nổi tiếng ở Hà Nội, cũng như các nữ thần sùng bái tại Việt Nam, có cộng đồng cung cấp một thiên đường cho nhiều người đồng tính Việt Nam. Đồng Cơ, hay các nữ tu của tôn giáo, thực hiện nghi lễ và nghi thức bao gồm bàn thờ rực rỡ, trang phục rực rỡ, nến, hương, sequins và lông vũ.

## Phim ảnh
“Jo Ha Kyu”: phim thử nghiệm, 10 phút, video HD, màu (2012)
“Tôi đã chết vì vẻ đẹp”, phim thử nghiệm, 7 phút, video HD, màu (2012)
“Mưa, bài thơ, giấy vệ sinh”: phim tài liệu, 70 phút, video, màu (trong sản xuất)
“Song to the Front”: phim thử nghiệm, 5 phút, B & W (2011) (# 1 trong dự án “Chuỗi bài hát cổ điển Việt Nam”)
“Vô đề”: cài đặt video (các vòng lặp khác nhau), video HD, màu (2011)
"Biên niên sử của một băng ghi lại": tài liệu thử nghiệm, 25 phút, video, màu sắc (2011)
“Thiết bị đầu cuối”: video, kênh đơn, 5 phút, màu (2009)
"Mùa xuân đến mùa đông sau": video thử nghiệm, 6 phút, màu sắc (2009)
“93 năm, 1383 ngày”: phim tài liệu thử nghiệm, 30 phút, video, màu sắc (2008)
"Ái nam ái nữ": phim tài liệu, 52 phút, video, màu (2007)
“Mở đường Chungking”: phim tài liệu, 20 phút, video, màu (2005) 

## Triển lãm / Chiếu phim
Phim tài liệu và thử nghiệm của Nguyễn Trinh Thi đã được chiếu tại các lễ hội và triển lãm nghệ thuật quốc tế bao gồm Jeu de Paume, Paris (2015); CAPC musée d'art contemporain de Bordeaux; Lyon Biennale (2015); Nghệ thuật Châu Á Biennial, Đài Bắc, Đài Loan (2015), Đài Loan; 5th Fukuoka Triennale, Bảo tàng Nghệ thuật Châu Á Fukuoka, Nhật Bản (2014); Triển lãm cuối cùng, Giải thưởng Nghệ thuật Chữ ký APBF, Bảo tàng Nghệ thuật Singapore (2014); Jakarta Biennale lần thứ 15, Indonesia (2013); “Nếu Thế giới thay đổi,” Singapore Biennale lần thứ 4 (2013); “Chuyển sang châu Á: Nghệ thuật video ở châu Á từ năm 2002 đến năm 2012,” ZKM, Karlsruhe, Đức (2013); Bảo tàng Nghệ thuật Quận Okinawa, Nhật Bản (2012); và Liên hoan phim tài liệu quốc tế DMZ, Hàn Quốc (2011); Liên hoan phim quốc tế Oberhausen; Liên hoan phim thử nghiệm Bangkok; Artist Films International; Triển lãm mùa hè 2011, Trung tâm nghệ thuật đương đại DEN FRIE, Copenhagen; Unsubtitled, cài đặt video độc lập, NhaSan Studio, Hà Nội; 'PLUS / Memories and Beyond - 10 triển lãm cá nhân của 10 nghệ sĩ châu Á', Kuandu Biennale, Đài Bắc; và 'Không có linh hồn để bán 2', Tate Modern, London. Trong năm 2015–2016, Nguyễn Trinh Thi là cư dân tại DAAD, Berlin.